# (9230) Yasuda
(9230) Yasuda – planetoida z grupy pasa głównego asteroid okrążająca Słońce w ciągu 5 lat i 162 dni w średniej odległości 3,09 j.a. Została odkryta 29 grudnia 1996 roku przez Naoto Satō. Przed nadaniem nazwy planetoida nosiła oznaczenie tymczasowe (9230) 1996 YY2.